# Frida Ånnevik
Frida Ånnevik (Hamar, 18 giugno 1984) è una cantante norvegese.

## Biografia
Frida Ånnevik ha vinto il concorso annuale per nuovi talenti della casa discografica Grappa Records nel 2009, e l'anno successivo ha pubblicato il suo album di debutto, Synlige hjerteslag, candidato ai premi Spellemann, il principale riconoscimento musicale norvegese, per il miglior album di musica folk scandinava. Nel decennio successivo la cantante ha ricevuto altre otto candidature, vincendo in quattro occasioni: nel 2013 come cantautrice dell'anno per Ville ord, e per il miglior album di musica folk scandinava per tre volte nel 2016, 2017 e 2019, rispettivamente con Her bor, Flyge fra e Andre sanger. Quest'ultimo le ha inoltre regalato il suo primo ingresso nella classifica norvegese, dove ha raggiunto il 18º posto. Nel 2020 Hvis verden, in collaborazione con Chris Holsten, ha raggiunto la 10ª posizione della classifica dei singoli ed è stato certificato doppio disco di platino dalla IFPI Norge con oltre 120 000 copie vendute a livello nazionale.

## Discografia

### Album in studio
- 2010 – Synlige hjerteslag
- 2013 – Ville ord
- 2014 – Skogenes sang (con gli In the Country)
- 2014 – Lyden av Prøysen
- 2016 – Her bor
- 2017 – Flyge fra
- 2019 – Andre sanger
- 2024 – VI

### Singoli
- 2010 – Strået
- 2011 – Snubletråd
- 2012 – Magefølelsen
- 2013 – Hu som han vil ha
- 2013 – Lillebror
- 2016 – De dagene jeg mister ting
- 2016 – Basert på en sann historie
- 2017 – Sove på det
- 2017 – Flyge fra
- 2017 – Sommer'n med bil
- 2017 – Ved sida av deg
- 2017 – Gutt
- 2018 – Elv
- 2019 – Søtten år
- 2019 – Du må tru på vår
- 2019 – Det jeg vil ha (fra deg)
- 2019 – Henger sammen
- 2020 – Hvis verden (con Chris Holsten)